# Espai català de comunicació

El 1983 es va crear Televisió de Catalunya, el primer mitjà audiovisual que va emetre íntegrament en català i el primer mitjà de comunicació de masses en aquesta llengua.

L'Espai català de comunicació engloba els mitjans de comunicació en català d'arreu. S'usa per referir-se al desenvolupament d'aquests mitjans des de l'inici de la transició democràtica, malgrat l'existència anterior de mitjans en català. El concepte fou formulat per Josep Gifreu i Pinsach a la dècada del 1980 i desenvolupat el 1991 al seu llibre Construir l'espai català de comunicació, elaborat amb les aportacions i reflexions de consultors d'arreu dels Països Catalans.
De finals del segle xix fins a l'ocupació franquista de la major part dels Països Catalans va viure un creixement sostingut, fins a arribar a un sistema de comunicació variat i complet amb diaris locals i generals, especialitzats i generalistes, revistes amb gran presència al quiosc i a la societat, col·leccions de novel·la popular i anuaris variats. Aquests elements feien del català una llengua de comunicació imprescindible. Després de la repressió de la dictadura franquista, amb la recuperació de la democràcia l'espai català de comunicació es va anar refent de manera progressiva. Sobretot a l'inici d'aquest procés les polítiques de comunicació de la Generalitat de Catalunya han tingut un paper destacat amb la creació i el suport als mitjans en català i l'activitat reguladora. Hi ha diverses mocions en aquest sentit com la del 1999 on es posaven les bases normatives per a la promoció d'un espai comunicacional català o la del 8 de juliol de 2011 per a reforçar els mitjans de l'espai català de comunicació. No han tingut el mateix suport sostingut altres territoris amb mitjans en català.
Durant les primeres dècades de la recuperació van tenir un paper preponderant els mitjans de comunicació públics, sobretot Televisió de Catalunya, Televisió Valenciana, Catalunya Ràdio, COM Ràdio i l'ACN i múltiples ràdios i televisions locals en català, fins a l'aparició d'Ona Catalana i RAC 1. La premsa en català iniciada pel diari Avui i seguida amb altres mitjans com El Punt, l'edició catalana de El Periódico i La Vanguardia i el diari ARA ha estat majoritàriament en mans privades. A internet el sorgiment fou ràpid a partir de l'aparició de Vilaweb, a qui seguiren Lamalla.cat i el 324.cat entre molts d'altres. Una regressió en aquest creixement de l'espai català de comunicació ha estat el tancament de Canal Nou, que cinc anys després va ser substituït per À Punt, i l'amenaça de tancament dels mitjans públics de les Illes Balears.

## Mitjans que en formen part
Als Països Catalans existeixen diferents mitjans de comunicació en català, els quals conformen l'anomenat espai català de comunicació. En l'àmbit de la premsa cal destacar els diaris editats en català El Punt Avui, Ara i L'Esportiu, l'edició en català de La Vanguardia i El Periódico de Catalunya; la nombrosa premsa comarcal en català (Segre, Regió 7, Diari de Girona, El 9 Nou, etc.), les revistes en català (El Temps, Sàpiens, Enderrock, etc.) i els nombrosos diaris digitals en català (VilaWeb, Nació Digital, Diari de Balears, Racó Català, Ara.cat, 324.cat, etc.). Pel que fa a la ràdio destaquen Catalunya Ràdio, À Punt FM, IB3 Ràdio, RAC 1, Ràdio 4 i Ràdio Terra com a emissores generalistes, Catalunya Informació com a emissora d'informació 24 hores, i Catalunya Música, Ràdio Flaixbac, Flaix FM i RAC 105 com a emissores musicals. Finalment pel que fa a la televisió cal fer esment de TV3, À Punt, IB3 Televisió, El Punt Avui TV i 8tv com a canals generalistes i El 33, 3/24, Canal Super3, Esport 3, Barça TV i RAC 105 TV com a canals temàtics.

## Història del català als mitjans

### Origen

#### Origen del català als mitjans

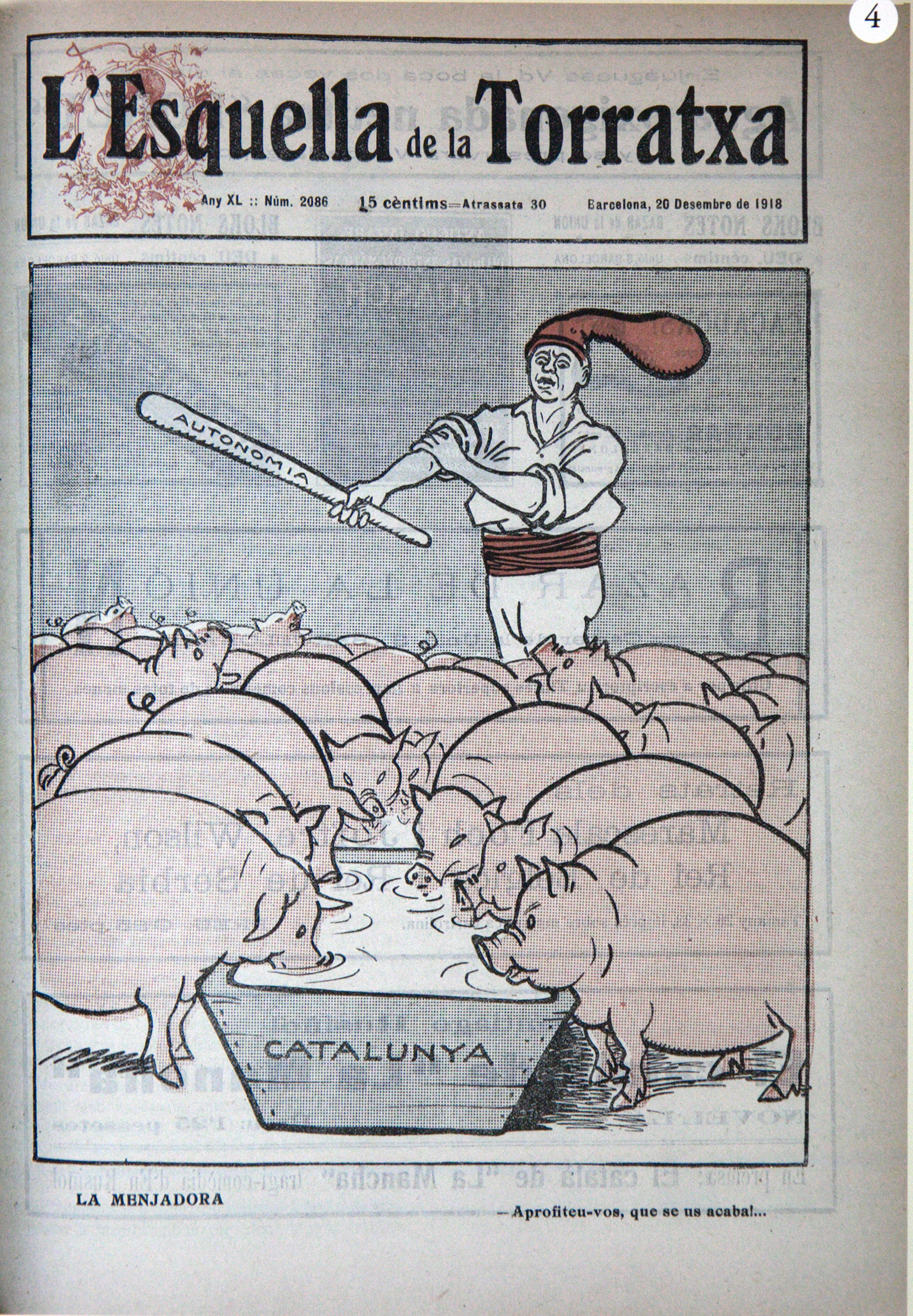
Portada de l'Esquella de la Torratxa del 20/12/1918, quan des de Catalunya es reclamava comptar amb una autonomia. La portada és fortament crítica i satírica amb la dependència econòmica que altres regions d'Espanya tenien amb Catalunya.

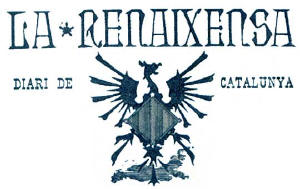
Capçalera de La Renaixensa

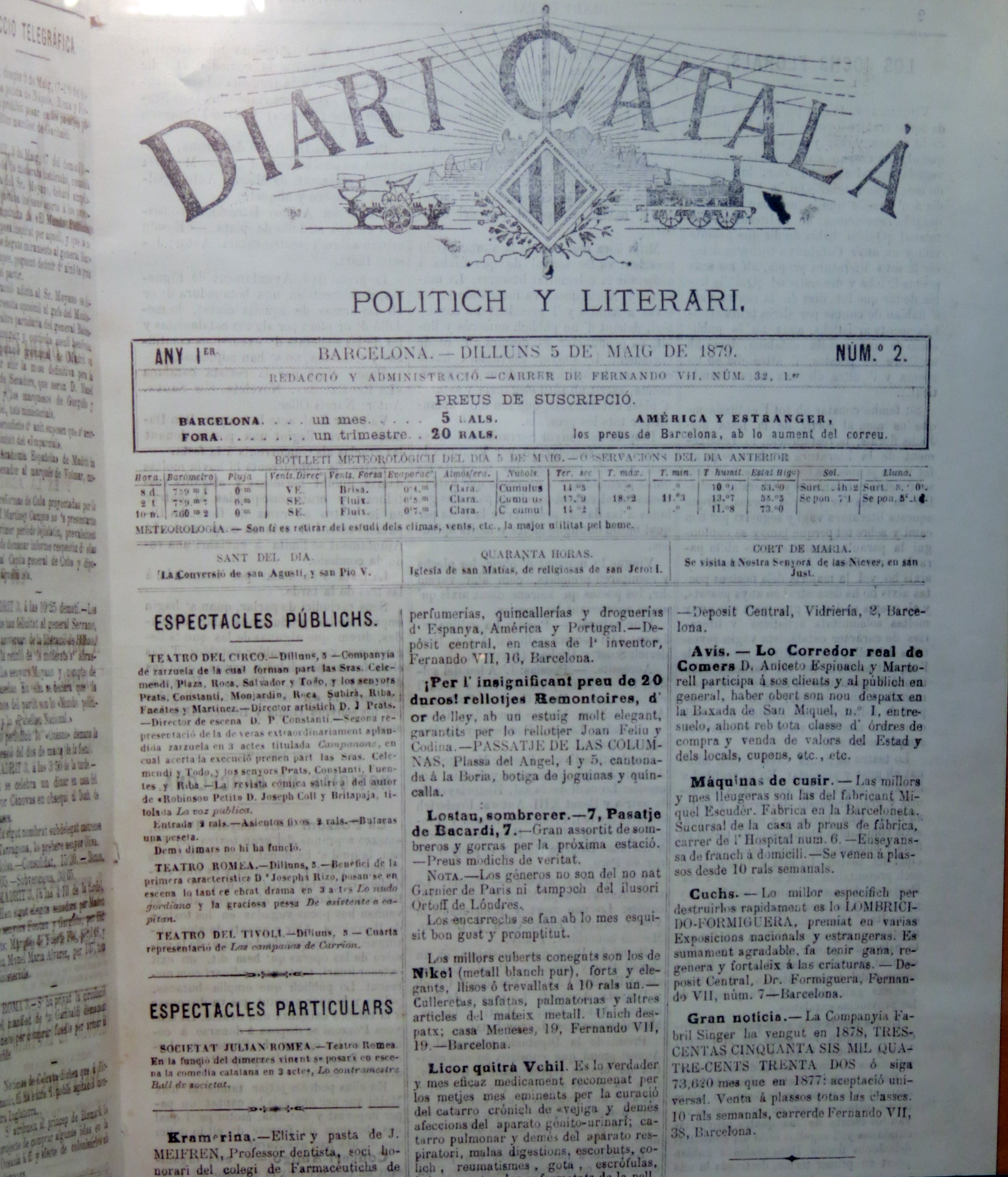
Diari Català

Els orígens de la premsa en català es remunten a l'últim terç del segle xix. És en aquell moment quan van aparèixer setmanaris satírics republicans força populars, com ‘La Campana de Gràcia’ (1870) o ‘L'Esquella de la Torratxa’ (1872), i quan el moviment catalanista de l'època va impulsar capçaleres de premsa diària com ‘Diari Català’ (1879), ‘La Renaixença’ (1882) i ‘La Veu de Catalunya’ (1899), portaveu de la Lliga Regionalista. Una part de la premsa comarcal també va començar a expressar-se en català. Els partits polítics catalanistes de principi del segle xx van crear els seus diaris: ‘El Poble Català’ (1905), d'Esquerra Catalana, o ‘La Publicitat’ (1922), d'Acció Catalana.
La Mancomunitat de Catalunya –un organisme similar a la Generalitat actual però només amb competències en alguns camps com els dels serveis, l'educació i la cultura– va impulsar la reforma ortogràfica unificadora i la normativització de la llengua estàndard catalana. Durant aquells anys, des del 1914 fins al 1923, la premsa en llengua catalana mai va superar en difusió a la feta en castellà, i tant l'una com l'altra no podien arribar a tota la població, perquè una part considerable era analfabeta. El 1915, la premsa diària en català de Barcelona representava el 15% de tota la que es publicava a la ciutat i el 1923 només es publicaven set diaris en català a tot Catalunya, dos a Barcelona. Durant els anys de la Mancomunitat van sorgir moltes revistes especialitzades en català, però el fenomen de masses d'aquell temps, amb tiratges que alguns anys havien superat els 60.000 exemplars, va ser el setmanari infantil i juvenil ‘En Patufet’, creat el 1904.
El general Primo de Rivera, que va imposar una dictadura militar des del 1923 fins al 1930, volia posar fi a la conflictivitat social i afermar la unitat d'Espanya. La repressió del moviment obrer i del catalanisme va provocar com a reacció la creació de força revistes catalanes i de moltes capçaleres de premsa local i comarcal, ja que la dictadura no va arribar a prohibir la publicació en català. En canvi, quan es va posar en marxa Ràdio Barcelona, a final de l'any 1924, la programació es va haver de fer en llengua castellana. Mentre a Catalunya la dictadura posava tota classe d'entrebancs a una ràdio pròpiament catalana de llengua i continguts, a l'Argentina, el 1928, un grup de catalans vinculats al Centre Català de Buenos Aires havia posat en antena el programa dominical en llengua catalana ‘Hora Catalana’, que es transmetia per Ràdio Prieto, propietat d'un català. Aquell espai no va ser només el primer emès en català per una ràdio de fora de Catalunya, sinó que va ser també la primera programació en llengua estrangera feta per les comunitats d'immigrants de tot Amèrica. Anys després se n'hi afegirien d'altres, com ‘Hores Catalanes de Ràdio’, produïdes a l'Uruguai, Xile, Cuba, Mèxic i Veneçuela.
Quan va caure la dictadura del general Primo de Rivera, la ràdio es va catalanitzar de manera progressiva. D'altra banda, l'any 1930 es va crear la primera ràdio en llengua catalana: Ràdio Associació de Catalunya. L'any següent, amb la proclamació de la república catalana, la RAC va tenir un gran seguiment popular i va ser una emissora propera a la Generalitat. Aquells canvis polítics van portar un increment significatiu de la premsa en català. Durant la Segona República, l'any 1933, Barcelona tenia set diaris en català i dotze en castellà, la qual cosa suposava una quarta part del tiratge total.
Abans de la Guerra Civil, a Catalunya existia un sistema de comunicació molt variat i complet: diaris locals i generals, especialitzats i generalistes, revistes amb gran presència al quiosc i a la societat, col·leccions de novel·la popular i anuaris de tota classe. El català era la llengua de comunicació imprescindible per a qualsevol persona mitjanament culta. Hi havia revistes infantils d'èxit, com ‘En Patufet’, d'adults, com ‘Papitu’, humorístiques, com ‘La Campana de Gràcia’ o ‘El Be Negre’, culturals, com ‘Mirador’ o ‘Revista de Catalunya’, i cosmopolites, com ‘D'Ací i d'Allà’. En definitiva, hi havia publicacions heterogènies per a tota mena de públic.

### Repressió franquista
Amb la Guerra Civil van desaparèixer molts mitjans de comunicació catalans. Aquest ric entramat no es va poder recuperar amb la Transició i avui dia l'impacte és força irregular. Destaca, però, l'espectacular progressió de la llengua catalana en l'àmbit digital.
Amb l'avenç de les tropes franquistes –el 1936 van ocupar les Illes Balears, el 1938 Lleida i el 1939 la resta del Principat– es va truncar el procés de normalització i democratització cultural. La Guerra Civil va tenir greus conseqüències per a la cultura del país. El primer que feien les tropes rebels, quan irrompien a una ciutat, era cremar o convertir en pasta de paper els llibres en català de les biblioteques privades i dels editors comercials.
Aquest va ser el cas de la biblioteca de Pompeu Fabra. En altres ocasions, com va succeir amb la biblioteca de Joaquim Xirau, ocupaven l'habitatge i dispersaven els llibres. I, finalment, com li va ocórrer a Antoni Rovira i Virgili, decomissaven i traslladaven tots els documents i obres a Salamanca. Era, doncs, un odi general vers la diferència i l'objectiu era destruir el sistema de comunicació en català. Així, el diari ‘La Publicitat’ va ser bombardejat i ‘La Humanitat’ saquejada pels guanyadors –com tots els diaris–. ‘La Veu de Catalunya’ va ser intervingut pels anarquistes.
Després de la Guerra Civil, a partir del 1939, la dictadura del general Franco, amb la repressió política i lingüística, va provocar la desaparició de la premsa nacional i local en llengua catalana i el final de la radiodifusió en català. Els exiliats catalans van lluitar contra l'esvaniment del català fent publicacions en català de curt tiratge i programes de ràdio. La programació internacional en llengua catalana feta per una dotzena d'emissores d'ona curta: Ràdio Moscou, La Pirenaica, Ràdio París o BBC, entre d'altres, tot i ser sempre testimonial, durant els quaranta anys de franquisme, va tenir una gran importància per a la pervivència del català a la radiodifusió. A les dècades dels quaranta i cinquanta a Catalunya només Ràdio Girona, Ràdio Vilanova, Ràdio Tortosa, REM Ràdio Berga, Ràdio Taradell i Ràdio Popular de Figueres van fer algun programa en català, sempre de temàtica religiosa o musical.
El 1958 es va produir una certa modernització del franquisme, amb canvis socials, polítics i econòmics de signe moderat que van permetre al català tenir una mínima presència als mitjans de comunicació del país. Naixia la revista ‘Serra d'Or’ (1959). A la dècada dels seixanta, Ràdio Popular de Figueres i Ràdio Girona ja emetien una part de la programació en català. Ràdio Barcelona, a partir de la temporada 1962-63, va començar a programar una obra de teatre en català cada mes i va posar en antena diària ‘Radioscope’. Aquest programa, tot i ser presentat majoritàriament en castellà, va ser, entre altres coses, una plataforma per als cantautors catalans. Radio España de Barcelona, des de l'any 1962, va incloure en la programació l'espai ‘Què sabem de Catalunya’. El 1964, Televisió Espanyola (TVE) va fer els primers espais mensuals de teatre en català, amb el nom de ‘Teatro catalán', i Ràdio Nacional d'Espanya a Barcelona va començar a emetre ‘Evocacions catalanes'. L'any 1967, TVE va començar el programa mensual ‘Mare Nostrum’ i poc després RNE el programa ‘Paraula i pensament’.
Amb aquesta anul·lació sistemàtica de la comunicació, els franquistes van aconseguir que el català fos gairebé invisible durant prop de mig segle. Després, una Transició extremament cautelosa tampoc va solucionar dècades de silenci. Si no hagués estat per la persecució i destrucció, avui, la desapareguda empresa editora de ‘La Veu de Catalunya’ seria, en proporció, com la de l'‘ABC’. La de ‘La Humanitat’ seria com ‘El País’. Els anys de llibertat de la Transició, doncs, no van poder reconstruir el mercat, ni la indústria ni els mitjans.

### Esforç popular contracorrent

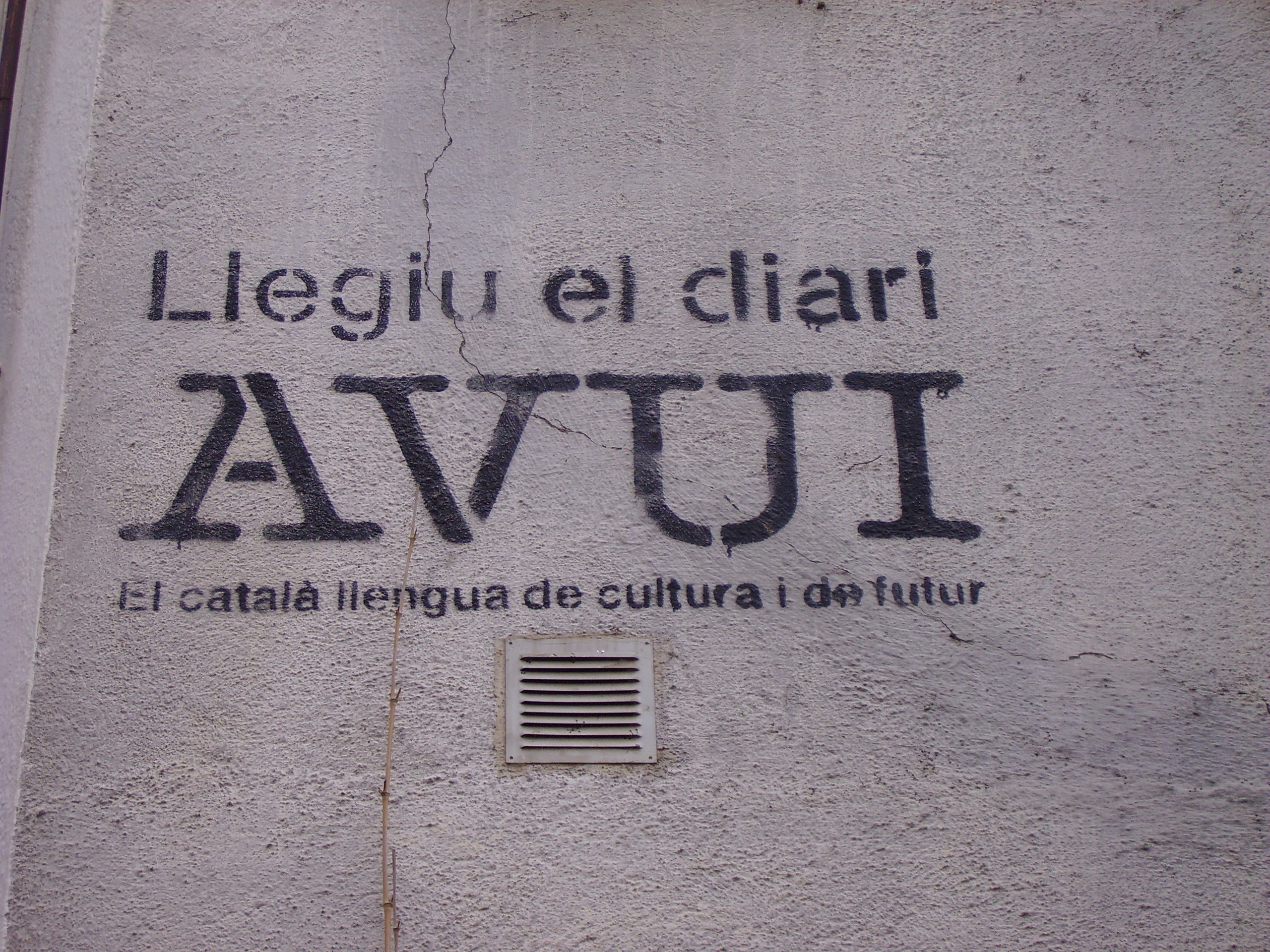
Propaganda "Llegiu el Diari Avui" en una paret.

La dura repressió i la destrucció de mercat expliquen per què la indústria periodística de masses en català no va poder quallar. Ni tan sols quan hi ha hagut iniciatives que han tingut èxit pel que fa a la qualitat, al públic i, fins i tot, comercialment, com la cançó, no hi ha hagut un arrelament perquè el sistema comunicatiu global era en castellà i aquesta ha estat la llengua vehicular. El mateix ha succeït amb el teatre més popular, des del cabaret fins a la comèdia, passant pel circ. S'ha utilitzat sempre el castellà i el català s'ha destinat al teatre culte, amb molt d'èxit, per cert, o el popular que emana de la base i que no té empreses intermediàries, com és el cas d'‘Els Pastorets’. Així doncs, el gust, el mercat i la sensibilitat s'han educat en castellà. A consolidar aquesta situació hi han contribuït des de les cançons de festa major fins a la publicitat comercial. A més, en molts àmbits comunicatius, com les revistes del cor o els diaris gratuïts, s'ha considerat que el català era un obstacle, comercial i operatiu i, per tant, no ha arribat la normalització. Aquesta, en general, tan sols ha estat possible a través d'accions institucionals o amb l'esforç popular, que no ha defallit amb el pas del temps.
Exemples d'aquest esforç popular serien ‘Cultura’, ‘El Pati de Valls', ‘Hora Nova’ o ‘L'Empordà de Figueres', publicacions populars, democràtiques, útils i de qualitat informativa. L'èxit acompanya tant ‘Regió 7’ com ‘El 9 Nou’ o ‘El Punt’. Una premsa que passa dels vuit-cents mil lectors segons la quarta onada del Baròmetre de la Comunicació i la Cultura. Hi ha altres iniciatives d'èxit com ‘Presència’, encartada en setmanaris i diaris en diumenge, el ‘Balears' a les Illes o ‘El Punt’ al Principat. Cal afegir-hi les revistes gratuïtes, gairebé una per ciutat, les culturals, associatives, literàries, acadèmiques, religioses i polítiques, amb predomini del català. Tot sense oblidar la premsa institucional, des de la veterana mensual ‘Revista de Girona’ fins a l'estol de les tècniques del Govern, alguna de les quals és de distribució massiva i arriba als centenars de milers de tiratge, passant per la de grups o entitats privades, com la del RACC, la de Caprabo o la del Barça, amb tiratges que superen els cent mil exemplars.
En canvi, la premsa diària gratuïta de Barcelona és en castellà, amb una minsa presència del català. També és en castellà la premsa diària esportiva i econòmica, tret del suplement d'‘El Punt’. La premsa diària, de la qual ‘La Vanguardia’ i ‘El Periódico’ s'enduen la part principal, amb dos-cents mil exemplars cadascun, té presència del català gràcies a edicions pròpies, com ‘Avui’, ‘El Punt’ i ‘Diari de Girona’, o dobles edicions, com ‘El Periódico’ i ‘Segre’. La premsa d'àmbit general, tret d'excepcions com ‘Catalunya Cristiana’, ‘Cuina’, ‘El Temps’, ‘Sàpiens’ o ‘L'Avenç’, s'ha d'adquirir per subscripció o en distribució reduïda: ‘Revista de Catalunya’, ‘Cavall Fort’ i ‘La Directa’.

### El català torna als mitjans

Logotip dels 20 anys de TV3.

Catalunya Ràdio

À Punt.

IB3

Quan va acabar el franquisme, a final del 1975, el circuit català de TVE emetia unes 17 hores mensuals en català –més de la meitat corresponien a l'informatiu ‘Miramar’–. A la premsa local i comarcal de mitjan seixanta es va produir un petit ressorgiment i entre les revistes en català de l'època, una de les més representatives de les quals va ser ‘Canigó’ que, des de l'any 1971, havia esdevingut en un setmanari.
Amb la Transició, va arribar una profunda reforma política, les eleccions democràtiques i el restabliment de la Generalitat. Ràpidament el català va guanyar presència als diversos mitjans de comunicació. Des del 1976, Ràdio 4 de RNE i Ràdio Olot ofereixen tota la programació en català i aquell mateix any Ràdio Barcelona va començar les transmissions de ‘Futbol en català’. També el 1976 la premsa diària en llengua catalana va retornar als quioscos amb l'aparició de l'‘Avui’ i ben aviat van sorgir noves revistes, com ‘L'Avenç’ (1977), i nous mitjans escrits locals i comarcals, com ‘El Punt’ (1979). Els dramàtics de TVE a Catalunya van augmentar i es van crear programes de gèneres diversos: ‘Giravolt’, ‘Comarques', ‘L'Informatiu’, ‘Vostè pregunta’, etc. Poc temps després van aparèixer els primers mitjans audiovisuals de comunicació local, que utilitzen majoritàriament el català. Ràdio Arenys va ser, el 1979, la primera emissora municipal i TV Cardedeu, el 1980, la primera televisió local. Darrere de les dues iniciatives ràpidament en van sorgir unes quantes més.
A partir del 1982, la Generalitat de Catalunya va establir que la docència a l'escola es fes en català, com a mínim d'una matèria. Més tard es va introduir la immersió lingüística en llengua catalana al sistema d'educació. Aquest fet, juntament amb un centenar de ràdios que emetien en català, entre les quals ja hi havia Catalunya Ràdio, des del 1983, van contribuir notablement a la normalització del català i al rejoveniment i ampliació del seu llenguatge a la dècada dels vuitanta. Els noranta van ser una època d'esplendor, amb la creació de noves capçaleres, de la premsa local i comarcal.
Uns deu anys després de la mort del dictador el català va ser present als mitjans audiovisuals amb el naixement de Televisió de Catalunya. Amb anterioritat hi va haver algunes emissions, escasses en quantitat i en horaris maldestres, tot i que algunes de força qualitat a TVE. La presència de canals públics (TV3, 33, K3, 300, TVC i 3/24), amb la intermitència dels locals i privats, que alternen sovint el castellà, més la recepció del canal IB3 de les Illes al Principat, ha enriquit la presència del català a les ones. El fet que s'emeti en català, tot i les crítiques de diferents sectors, tant dels que la voldrien més identitària com d'altres que aspiren que el català sigui residual o ‘antropològic’, ha estat l'esdeveniment comunicatiu més rellevant del 1939 ençà pel nombre de receptors.
Canal Nou, abans del seu tancament el 2013, tenia una programació on predominava el castellà. Als canals locals els horaris diürns eren plens d'informacions i programació pròpia mentre que als nocturns predominava la cessió a tercers –tarots i similars– amb abundància de castellà i una marginació del català. Tampoc al cinema o al teatre musical hi ha oferta, tot i que, quan n'hi ha, la resposta del públic no es fa esperar, sempre que el nombre de còpies i sales sigui l'adequat. A la ràdio s'ha consolidat la llengua en emissores especialitzades, com Ràdio Estel o Ràdio Barça; generalistes, com Catalunya Ràdio o COM Ràdio; musicals, com Flaixbac o altres; diverses de la Corporació Catalana i, fins i tot, emissores en entorns difícils com Ràdio Arrels a la Catalunya del Nord.
Pel que fa als mitjans de comunicació electrònics, el 1986, el programa de Ràdio 4 L'altra ràdio va començar el ‘Digitext’: la primera revista digital en català que arribava als usuaris d'ordinadors domèstics, mitjançant l'FM. Amb l'arribada d'Internet, el 1995, va aparèixer ‘VilaWeb’, que actualment és el primer diari electrònic en català en nombre de lectors. El 1997 es va inaugurar AVT Mediàpolis, la primera televisió en català a la carta de la xarxa i, el 1999, va començar World Wide Radio, la primera ràdio en català a Internet amb una estructura periodística professional. De l'any 2006 ençà, una gran part de la presència de la llengua catalana a Internet es troba sota el domini .cat. A la xarxa, el català està entre les trenta primeres llengües més emprades i el nombre de webs en la nostra llengua ronda el 3%.
En l'àmbit digital, la progressió de la llengua catalana ha estat espectacular: hi ha desenes de diaris i centenars de revistes i butlletins, amb debats i opinions vives. N'hi ha de tendències dispars, com ‘Nació digital", ‘E-notícies' o ‘El món.cat, per citar alguns exemples, que evidencien la força de la societat catalana, que tria quan pot i des de la base el català, com ha succeït també amb la premsa local. L'impuls del català a Internet és evident amb el nombre de webs, consultes, ús i grans obres, com l'‘Enciclopèdia’ o el diccionari Moll. En canvi, a les noves tecnologies, com són els jocs, els programes o les preinstal·lacions, la presència del català és minsa i no guarda relació amb el nombre de parlants. Només l'acció decidida institucional de grans usuaris com Generalitat, ajuntaments, universitats i caixes té una certa incidència en els fabricants i distribuïdors a l'hora d'utilitzar el català.

### Principis del segle XXI

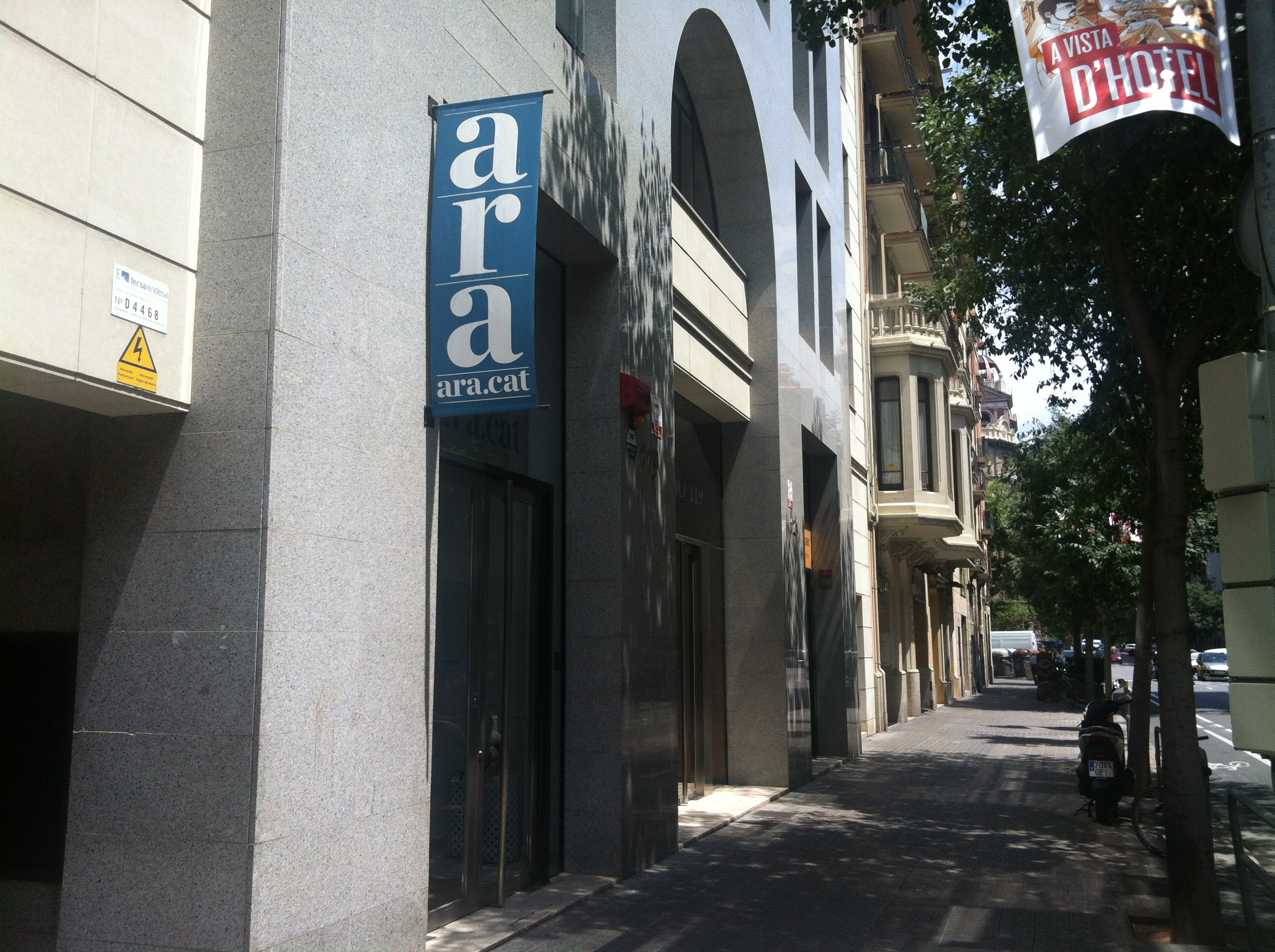
Entrada de les oficines del diari ARA.

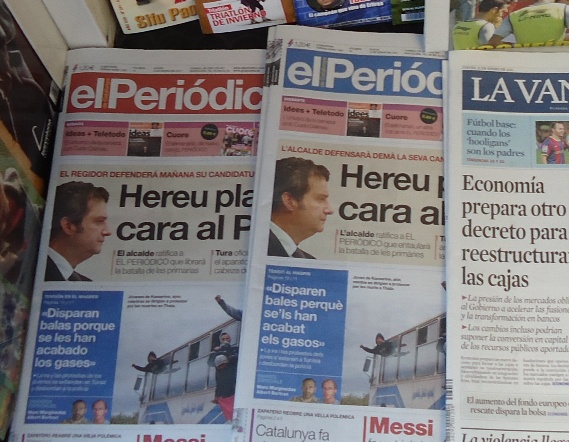
Edicions del diari El Periódico de Catalunya en castellà (capçalera vermella) i en català (capçalera blava).

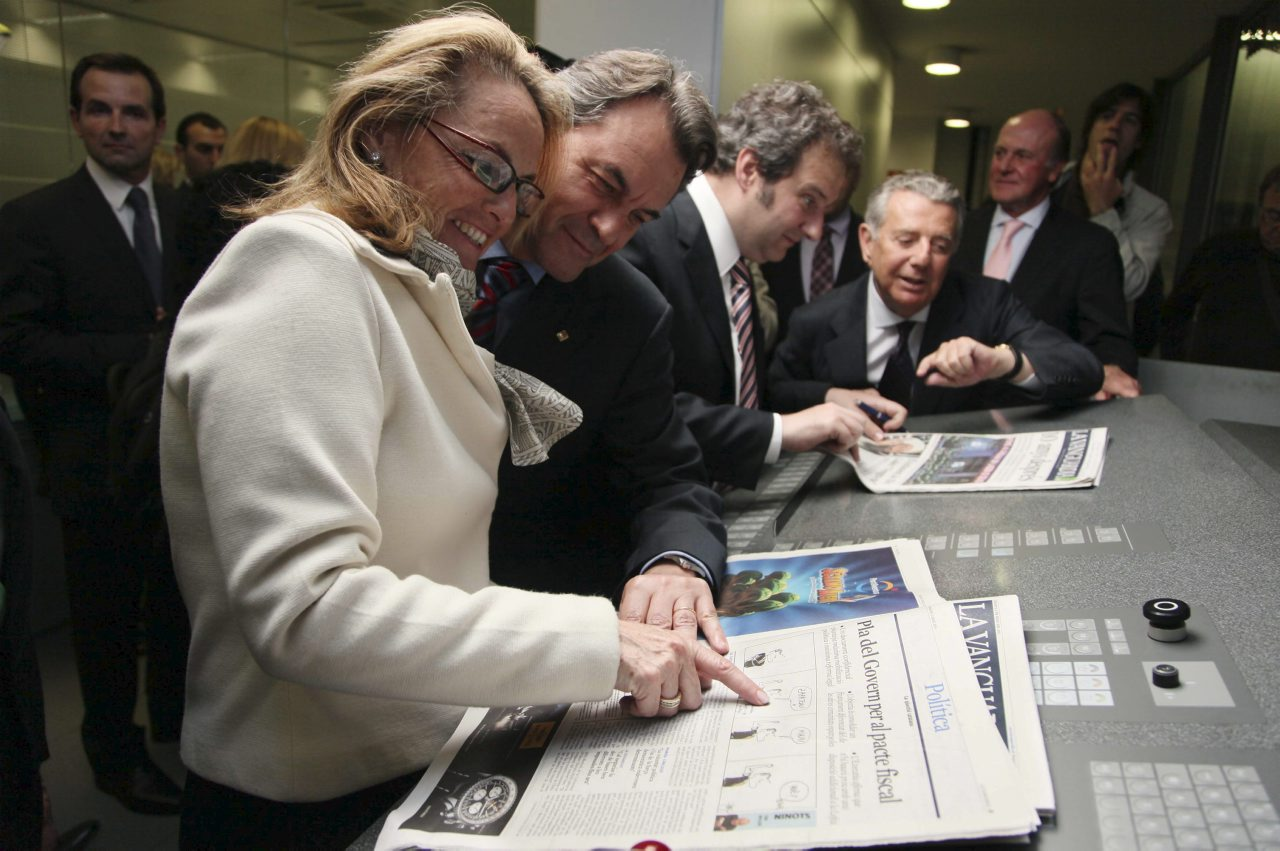
Artur Mas consultant el primer número de La Vanguardia en català.

La presència del català als mitjans de comunicació ha hagut de superar força dificultats i períodes de discontinuïtat des del final del segle xix. A partir de l'últim quart del segle xx, però, la creació d'un espai català de comunicació, en gran manera finançat pels organismes públics, esdevé en una eina clau, juntament amb l'educació, en el procés de normalització lingüística.
‘Els mitjans de comunicació social estan immersos avui en dia en una autèntica revolució, com a conseqüència d'un entorn tecnològic que evoluciona a gran velocitat. […] Aquest nou paisatge representa alhora un risc i una oportunitat per a Catalunya. Un risc, perquè, en l'actual procés de globalització, les cultures dominants poden posar en perill les cultures minoritàries, i una oportunitat en tant que l'entorn digital pot donar l'impuls definitiu a un espai català de comunicació’, descriu un document de l'any 2007 elaborat per la Secretaria de Mitjans de Comunicació de la Generalitat de Catalunya
Un dels trets diferencials del panorama comunicatiu català de principis del segle xxi fou l'elevat nombre de mitjans de comunicació de proximitat, la majoria dels quals s'expressen en llengua catalana. El 2011 funcionaven 240 emissores municipals en FM. La Xarxa de Televisions Locals estava formada per mig centenar de canals. El nombre de capçaleres de la premsa local i comarcal superaven les dues-centes. L'Associació de Publicacions Periòdiques en Català d'Abast Nacional (APPEC), creada l'any 1983, aplegava més de 140 publicacions amb una mitjana de difusió conjunta de 700.000 exemplars mensuals. I a Internet funcionaven uns 40.000 dominis .cat.
La presència del català als diferents mitjans de comunicació era desigual tal com reflectien les dades del Baròmetre de la Comunicació i la Cultura de final de l'any 2009. L'audiència general dels mitjans de comunicació en llengua catalana era: televisió, 52,9%; ràdio, 48,5%; Internet, 47,5%; revistes i publicacions periòdiques, 41,6%; suplements de premsa, 41,1%; premsa diària, 29,9%; i cinema, 3,8%. A principis del segle XXI i en conjunt, doncs, els mitjans de comunicació en català tenien un impacte irregular, motivat per la història i la manca de recursos.

### Primers mitjans digitals
Internet ha plantejat un escenari d'oportunitats per a l'espai català de comunicació, ja que permet que els mitjans s'estableixin a la xarxa amb una inversió relativament lleugera.
La història dels mitjans de comunicació a Internet a Catalunya és curta, però intensa. Durant els primers anys de la dècada dels noranta, diferents empreses van començar a experimentar amb aquesta nova tecnologia, sovint amb pàgines rudimentàries, altament estàtiques, que calia actualitzar de manera manual. L'objectiu era de pura prospecció, ja que aleshores Internet estava circumscrita a les universitats, centres de recerca i pocs llocs més. No hi havia internautes i les accions es van dirigir a crear uns webs corporatius, que incrementarien progressivament el volum de dades.
A la meitat de la dècada dels noranta es va iniciar una veritable cursa per garantir la presència a la xarxa de la majoria de mitjans de comunicació tradicionals (premsa, ràdio i televisió). Paral·lelament va aparèixer un nombre significatiu de nous actors que oferien informació i que eren capaços d'atreure la incipient audiència d'Internet.
El primer mitjà tradicional a digitalitzar-se va ser la revista ‘El Temps' i, al juny del 1995, va aparèixer la Infopista, precursora de l'actual Vilaweb, obra dels periodistes Vicent Partal i Assumpció Maresma. Es tractava d'un directori que aplegava els recursos existents a la xarxa en català. No obstant això, va acabar marcant la tendència del que serien els portals d'informació i, en tot cas, oferia informació de manera ocasional, amb especials com el seguiment dels resultats electorals autonòmics del 1994. Es posava en evidència un altre dels triomfs d'Internet: la immediatesa.
El nombre de webs registrats a la Infopista havia passat de 120, al juny del 1995, a 1.500 un any després. I es connectaven a aquest directori poc més de 400 usuaris al dia. Eren els temps en els quals els mòdems funcionaven a una velocitat de 14.400 bits per segon.
Al maig del 1996, la Infopista va desaparèixer per donar pas a Vilaweb. El canvi va més enllà d'un nou logotip o marca: el projecte es declara obertament un diari digital i constitueix la primera experiència al país d'una publicació dissenyada exclusivament per a la xarxa. El diari catalitzarà algunes aplicacions com els fòrums, les edicions locals o els blocs entre els internautes catalans i, quinze anys més tard, es manté com a mitjà líder, entre aquells que només es distribueixen a la xarxa, amb 330.000 visitants únics mensuals al desembre del 2009.
També l'any 1996 apareixia Osona.com, un altre mitjà pioner, creat pel periodista Miquel Macià, que demostrava visió de futur en adonar-se de les potencialitats d'Internet per desenvolupar premsa de proximitat. L'encert de la intuïció queda palès amb els més de 41.000 visitants únics rebuts al desembre del 2009, per a un web que parla d'una comarca poblada per 150.000 persones. La llavor d'Osona.com va florir en altres diaris temàtics, aplegats sota el genèric Nació Digital.
Ben aviat seguiria una munió de webs i portals, sovint temàtics: e-notícies, Tribuna Catalana, Comunicació21, Cultura21, Teatral.net. També algunes iniciatives públiques, com Tinet –de la Diputació de Tarragona– o La Malla –de la Diputació de Barcelona–. Pels volts de l'any 2000 es consoliden a la xarxa un grapat de mitjans que usen Internet com a únic suport i que, una dècada després, han solidificat la seva presència entre el públic lector. La majoria són mitjans amb un marcat perfil ideològic. El debat.cat, el Singular, Directe, Crònica, El Matí o Tribuna Catalana són els exemples més representatius. Tots ells coincideixen a tenir un elevat contingut polític i una proximitat gairebé orgànica amb els partits que els han donat suport.
En paral·lel a tot aquest procés, també durant els primers anys de la dècada, els editors de premsa impresa es debaten sobre quina ha de ser la seva presència a la xarxa. És un debat viu i apassionat, amb defensors acèrrims de totes les postures: hi ha qui posa tots els seus continguts a la xarxa, qui en posa uns quants i qui no en posa cap. Hi ha qui pretén fer pagar i qui ni ho intenta. Qui ho bolca tot menys les pàgines maquetades en format PDF. I qui canvia de fórmula cada tres anys, ara una passa endavant, ara una enrere. L'espai català de comunicació no deixa de tenir exactament el mateix debat sobre el model que s'opera globalment. I amb el mateix precís resultat: no hi ha model.
Es constata, tanmateix, l'assumpció per part dels internautes que Internet és un mitjà fonamentalment gratuït (més enllà dels costos de connexió). Per tant, els models de pagament per continguts han fracassat de moment i aquells diaris que l'han implementat tendeixen a obrir tots els continguts, perquè no volen renunciar al cabal de lectors digitals que un accés lliure assegura. El problema, però, és que la publicitat no paga ni de bon tros la inversió de tenir una presència a la xarxa potent, això comptant, a més, que moltes edicions digitals, als balanços, no computen als pressupostos cap partida que consigni la utilització dels continguts generats pels seus homòlegs de paper.
En tot cas, es demostra que les marques funcionen i, en poc temps, els mitjans digitals que venen del paper o de la televisió avancen els ‘purs' malgrat haver entrat a la cursa amb retard per culpa de les vacil·lacions a l'entorn del model de negoci. Així, al gener del 2010, l'OJD interactiva situava l'‘Avui’ com a mitjà més llegit, seguit del ‘3cat24.cat’, el portal de notícies de la Corporació Catalana de Mitjans Audiovisuals (CCMA). Vilaweb és tercer després d'haver liderat durant tots els anys anteriors el rànquing. Altres mitjans tradicionals que han situat les versions en línia al Top 10 de seguidors són ‘El Punt’, ‘Diari de Girona’, ‘Regió 7’, Barcelona TV i Els esports.cat (també de la CCMA), mentre que de mitjans exclusivament en línia només hi ha Racó Català i Nació Digital.

### Creixement equilibrat
Més enllà d'aquesta punta digital de llança, la Internet catalana ha crescut també al sotabosc: els darrers quatre anys han proliferat mitjans locals o temàtics, amb estructures mínimes –sovint sense constitució d'empresa– que aspiren a ocupar petits nínxols del mercat. La majoria d'aquests mitjans s'han situat a l'òrbita de l'Associació Catalana de Premsa Gratuïta, que d'alguna manera ha emprès un procés de reconversió i ha desplaçat bona part de l'atenció cap a la premsa digital.
I el quadre es completa amb mitjans que no es plantegen amb la premsa com a base, sinó que neixen com a televisions en línia. Allà hi trobem des dels projectes de Cardedeu TV fins a Sies.TV, una cadena especialitzada en continguts culturals. Cal afegir-hi, aquí, algunes marques aparentment televisives (Tribuna TV, e-notícies TV) tot i que, dreta llei, funcionen més com a complements en vídeo dels seus diaris digitals, més que no com a televisions estrictes.
Les visions més inclusives sobre què engloba el concepte ‘mitjà digital' compten també la plètora de blocs que nien a la xarxa. La disquisició sobre si els blocs formen part del periodisme no és rellevant de cara a la constatació principal d'aquest article: la potència del català a la xarxa és símptoma d'una voluntat de comunicar que els anomenats mitjans tradicionals no han sabut absorbir. Només així s'explica que una llengua que ocupa el lloc noranta-dos pel que fa a nombre de parlants nadius sigui, en canvi, la vuitena amb més producció a la blocosfera i la quinzena pel que fa a producció d'articles a la Viquipèdia.
L'arrenglerament de la vasta majoria de mitjans digitals pel català i la seva cultura és, per tant, una mostra de les mancances del sistema comunicatiu clàssic per donar sortida a les necessitats expressives del país. I és una mostra d'aquesta voluntat articuladora de país l'èxit d'una iniciativa com la Fundació PuntCat, creada per impulsar un domini propi a la xarxa. En només quatre anys de funcionament, s'ha superat la xifra de 40.000 dominis registrats.
El sector de la comunicació, global i local, encara no ha trobat un model de negoci satisfactori. La compra de continguts no és, avui dia, una possibilitat viable per a la immensa majoria de mitjans. I la publicitat es mou encara a partir d'enormes quantitats de visites i, per tant, avui només se’n beneficien de manera clara i profitosa mitjans que juguen el partit de la globalitat. La resta haurà de rendibilitzar l'audiència no des del punt de vista quantitatiu sinó qualitatiu.
En l'actual context de mutació digital, els mitjans de comunicació necessiten ocupar un lloc destacat a les xarxes per no quedar en una situació residual a l'espai comunicatiu. Entendre la naturalesa del canvis i d'adaptar-se a les noves possibilitats esdevé el principal desafiament dels mitjans de comunicació catalans i l'escenari d'oportunitats per als nous actors que operen exclusivament a la xarxa.

## Polítiques de suport a Catalunya
Les polítiques de comunicació, a Catalunya, han seguit tres grans línies d'actuació: la creació de mitjans de comunicació públics, el foment del sector privat i l'activitat reguladora.

### Creació de mitjans públics
Tot i que la relació entre els poders públics i els mitjans de comunicació comença des del mateix naixement de tots dos estaments, la concepció moderna de les polítiques de comunicació, o si més no la seva teorització, té una fita clara en el temps: l'informe MacBride, un document aprovat per la UNESCO l'any 1980 sota el lema ‘Veus múltiples, un sol món' i que suggeria un model de comunicació que assumís el paper dels ‘mass media’ com a element vertebrador de la societat i garant dels valors democràtics. Les 82 recomanacions que incloïa l'informe van tenir un suport desigual, però en tot cas van situar al centre del debat la comunicació com a element cabdal del desenvolupament.
A Catalunya, l'aparició de l'informe coincideix amb els anys de represa democràtica i recuperació de les institucions pròpies, de manera que troba un terreny fèrtil per ser escoltat. El professor Josep Gifreu és el primer que elabora una noció –l'espai català de comunicació– que emana d'aquesta concepció moderna dels mitjans i que implica considerar l'establiment d'un mercat mediàtic part de la construcció nacional del país i, per tant, necessitat d'unes polítiques públiques.
La intervenció de la Generalitat en el sistema comunicatiu té com a mostres més reeixides la creació de Catalunya Ràdio i Televisió de Catalunya, l'any 1983. La ràdio i la televisió públiques catalanes han estat durant molts anys responsables de la major part de la quota de català als mitjans audiovisuals i han mantingut el lideratge d'audiència durant bona part de la seva existència.
La resta de l'Administració catalana també participa en l'impuls de mitjans públics. Així, molts ajuntaments es doten d'emissores de ràdio i televisió municipals, i també de mitjans escrits o digitals. Les diputacions, per la seva banda, promouen iniciatives diverses. La de Barcelona, per exemple, és responsable de l'emissora municipalista COM Ràdio i del diari digital ‘La Malla’. L'Agència Catalana de Notícies (ACN) també és un projecte nascut a l'escalf de diputacions, tot i que en aquest cas, després de diversos canvis de propietat, ha passat a engreixar la llista de mitjans de la Generalitat.

### Foment de mitjans privats
A banda de l'establiment de mitjans públics, els diferents nivells d'Administració també actuen en la promoció del sector privat. Aquest suport s'estructura actualment en una doble línia. D'una banda, es creen les anomenades subvencions automàtiques –que posteriorment es bategen amb el nom d'estructurals–, amb una major dotació econòmica i l'ampliació a mitjans com la premsa gratuïta o la digital. Són uns ajuts que es donen als mitjans en català en funció de la difusió, a partir d'una fórmula matemàtica. De l'altra, es fixa una línia d'ajuts a projectes, que s'articula amb la convocatòria d'un concurs públic anual de concurrència lliure.
Tot i que en teoria aquesta segona modalitat té per objectiu afavorir la creació de nous mitjans de comunicació o bé estimular projectes que consolidin mitjans ja existents –però en tot cas sempre amb vistes a ser ajuts conjunturals– el fet que cada any es presentin més de 500 sol·licituds dona compte de com el sector s'acull a aquesta línia de subvencions buscant-hi un coixí que acaba resultant estructural.

### Regulació
Més enllà de la creació de mitjans públics i del suport econòmic adreçat als operadors privats, les polítiques nacionals de comunicació tenen una tercera pota no menys important: la reguladora. La distribució de competències fa, per exemple, que la Generalitat tingui potestat de decidir no quantes FM hi ha al territori –ja que això correspon al Ministeri– però en canvi sí que pugui establir el mecanisme d'atorgar les llicències pertinents. La Llei de la Comunicació Audiovisual de Catalunya, aprovada el 2005, fixava les normes de joc pel que fa a la gestió de l'espai radioelèctric per part de l'Administració catalana. Però també era el text que fixava el caràcter de servei públic per a les emissores de la Corporació (i també les ràdios i televisions locals) o que regulava les qüestions relatives als continguts (tot donant més competències al Consell Audiovisual de Catalunya, en qualitat d'autoritat independent, perquè realitzés el seguiment objectiu d'allò previst per la llei).
El 1999 el Parlament de Catalunya, en el seu primer ple de legislatura dedicat a l'audiovisual, aprovà per unanimitat la resolució 3/VI sobre l'espai català de comunicació, on es posaven les bases normatives per a la promoció d'un espai comunicacional català sobretot en ràdio i televisió més desgovernamentalitzat. Creat l'any 2000, el CAC és el reflex d'aquesta voluntat desgovernamentalitzadora de les polítiques nacionals de comunicació dels darrers anys. Es tracta d'un organisme regit per membres proposats pel Parlament amb mandats de sis anys, per tal de no vincular-se en excés a les legislatures. Mecanismes com aquest s'han adreçat a blindar les polítiques nacionals de comunicació dels interessos que pugui tenir un govern concret. Així, la Llei de la Corporació Catalana de Mitjans Audiovisuals (2007) també desgovernamentalitza de fet TVC i Catalunya Ràdio, per bé que la composició dels òrgans de govern de la Corporació roman altament partiditzada.
L'última baula, cronològicament parlant, d'aquesta cadena legislativa és la projectada Llei del Cinema, que pretén posar fi a la situació de marginació crònica que ha patit el català al cinema i que hauria d'aprovar-se la primavera del 2010. Tot i que el 42% dels catalans declara que la seva llengua d'identitat –aquella en la qual ‘pensen'– és el català, el consum de cinema a les sales ronda tan sols el 3%. Aquest desequilibri enorme es deu a una política de resistència de les ‘majors' (les grans empreses productores americanes) que s'han negat sistemàticament a distribuir còpies doblades o subtitulades al català, per evitar crear un precedent amb altres llengües minoritàries o minoritzades. Per pal·liar aquest fenomen, la Llei obliga les companyies a distribuir la meitat de les còpies doblades o subtitulades al català (en el cas de films que arriben amb un mínim determinat de còpies). El 8 de juliol de 2011 el Parlament de Catalunya aprovà una moció que insta el Govern a reforçar els mitjans de l'espai català de comunicació.
Catalunya disposa, doncs, d'un desplegament de polítiques nacionals de comunicació ample i variat, que incideix en diversos fronts. Però una de les seves febleses ha estat la incapacitat d'estendre-les més enllà del Principat cap a la resta de territoris de l'espai català de comunicació. Dues peces fonamentals serien l'Administració balear i la valenciana, però el seu nivell de polítiques comunicatives és minso, comparat amb el de Catalunya. I en el cas específic de l'actual Govern valencià, ni tan sols es dona el reconeixement de la unitat de la llengua, pas previ ineludible per poder elaborar una política conjunta de comunicació.

## Campanyes
L'assoliment d'un espai català de comunicació ha estat l'objectiu de diferents campanyes ciutadanes i populars. L'any 2010 Acció Cultural del País Valencià impulsà la iniciativa legislativa popular Televisió sense Fronteres. La xarxa d'entitats en defensa del català d'Enllaçats per la Llengua publicà el 2015 un manifest a favor d'un espai de comunicació en català. Posteriorment, d'ençà del 2017, promou una campanya a favor de la reciprocitat plena i la constitució del Consell de l'Espai de Comunicació en Català participat per les diferents administracions del domini lingüístic. D'altra banda, la Plataforma per la Llengua impulsà l'any 2016 la campanya El català sense fronteres.